# Römerlager Dangstetten
Das Römerlager Dangstetten ist ein ehemaliges römisches Militärlager der XIX. Legion nebst einigen ihrer Auxiliartruppen. Es wurde nach den augusteischen Alpenfeldzügen (15 v. Chr.) angelegt und ausweislich von Münzfunden (9 v. Chr.) wieder aufgegeben. Das heute durch den Kiesabbau nicht mehr existente Bodendenkmal liegt in der Gemarkung Dangstetten, einem Ortsteil der Gemeinde Küssaberg im Landkreis Waldshut und befindet sich im Süden Baden-Württembergs, nahe der Grenze zur Schweiz.
Aufgrund des umfangreichen Befund- und Fundaufkommens wertet die provinzialrömische Archäologie Dangstetten als einen der wichtigsten Fundplätze: „Die zufällige Entdeckung von Bauresten bei Dangstetten im Jahre 1967 und die anschließende Rettungsgrabung erbrachte für die frührömische Geschichte Süddeutschlands völlig neue Erkenntnisse.“

## Entdeckung
Der Garnisonsplatz wurde im Frühjahr 1967 durch den Heimatforscher und Mitarbeiter des Denkmalpflegeamtes Baden-Württemberg in Freiburg, Alois Nohl, entdeckt, zu einem Zeitpunkt, zu dem „etwa ein Viertel des gesamten Lagerareals […] von der Kiesgrube zerstört“ war. Gerhard Fingerlin, der damalige Leiter der Archäologischen Denkmalpflege, ließ aufgrund der Zusendung von Gefäßscherben durch Nohl das Areal für den weiteren Kiesabbau sperren. Durch Absprache mit der Firma, die den Abbau betrieb, gelang es, koordiniert und systematisch vorzugehen.
Da der bisher noch nicht zerstörte Bereich des Garnisonsplatzes von späterer Überbauung frei geblieben war, konnte in den folgenden Jahren nahezu die gesamte noch vorhandene Lagerfläche archäologisch ergraben werden. Die Ausgrabungen dauerten mit Unterbrechungen bis 1988 und lieferten wichtige Einblicke in Planstruktur und Bauweise eines römischen Militärlagers in der frühen Zeit römischer Operationen nördlich der Alpen.
Der Begriff „Römerlager“ Dangstetten sei bei Begehungen der Ausgrabungen zusammen mit dem Geschichtsverein Hochrhein entstanden. In Einladungen und kleineren Veröffentlichungen wurde der Fundplatz vom langjährigen Vorsitzenden Fritz Schächtelin so benannt. Er ist seither in der Öffentlichkeit fest verankert, zumal der wissenschaftliche Begriff Vexillationslager als Verbund verschiedenartiger Truppenteile nicht nachweisbar ist.

## Lage
Das römische Militärlager Dangstetten lag auf einer Hochterrasse am Hochrhein in einer bogenförmigen Niederung, die von der südlichen Hügelkette des Randen umschlossen und heute von der Gemeinde Küssaberg eingenommen wird. Es befand sich östlich der Straße von Rheinheim nach Dangstetten im Gewann „Auf dem Buck“.
In der Antike lag das Lager nördlich gegenüber einer vermutlich schon bestehenden Siedlung (die spätere Römerstadt Tenedo). Nach dem Flussübergang bauten die Römer vermutlich schon zur Zeit der Existenz des Lagers eine Brücke. Die Größenordnung des Lagers und die von der neueren Forschung auch angenommene Straßenbau-Aktivität zumindest bis zur „Wutach-Linie“ sowie die gleichzeitige Zerstörung des keltischen Oppidums in der Rheinschleife bei Rheinau machen umfangreiche logistische Maßnahmen plausibel:
Mit den Alpenfeldzügen „hatte Augustus die Voraussetzungen zur geplanten Eroberung Germaniens bis zur Elbe geschaffen. Zu diesem Zweck wurden die römischen Truppen bis 12 v. Chr. aus dem Inneren Galliens an den Rhein sowie in das Alpenvorland verlegt, von wo aus sie nach Osten und Norden vorstießen.“

## Geschichte

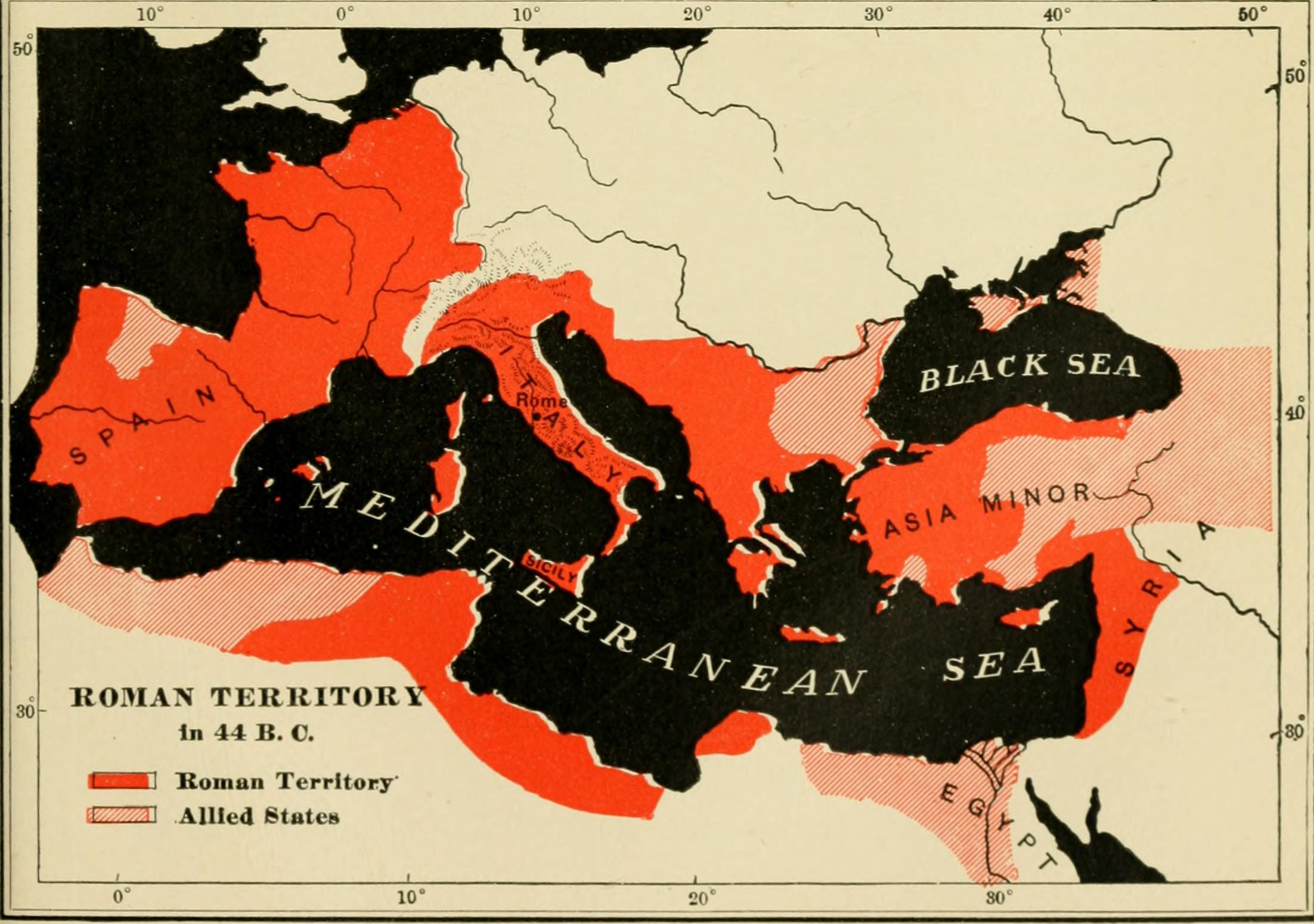
Das Imperium vor den Alpenfeldzügen

### Historischer Horizont
Zur Zeit der Bildung des Brückenkopfes bei Dangstetten befand sich das römische Reich unter Kaiser Augustus nahe dem Höhepunkt seiner Macht – der Mittelmeerraum wurde bereits vollständig beherrscht. Den Osten hatte Oktavian (vor seiner Machterhebung als ‚Augustus‘) mit dem Sieg über seinen Konkurrenten Marcus Antonius und die ägyptische Königin Kleopatra VII. gesichert. Gallien – das keltische Kerngebiet – war bereits durch Gaius Iulius Caesar erobert worden und die letzte akute ‚Problemzone‘ war der Nordosten Europas, Germanien und Illyrien. Der strategische Ansatzpunkt konnte nur die Nahtstelle zwischen den beiden ‚ungesicherten‘ Bereichen sein: Das nördliche Voralpenland.
Das Zielgebiet

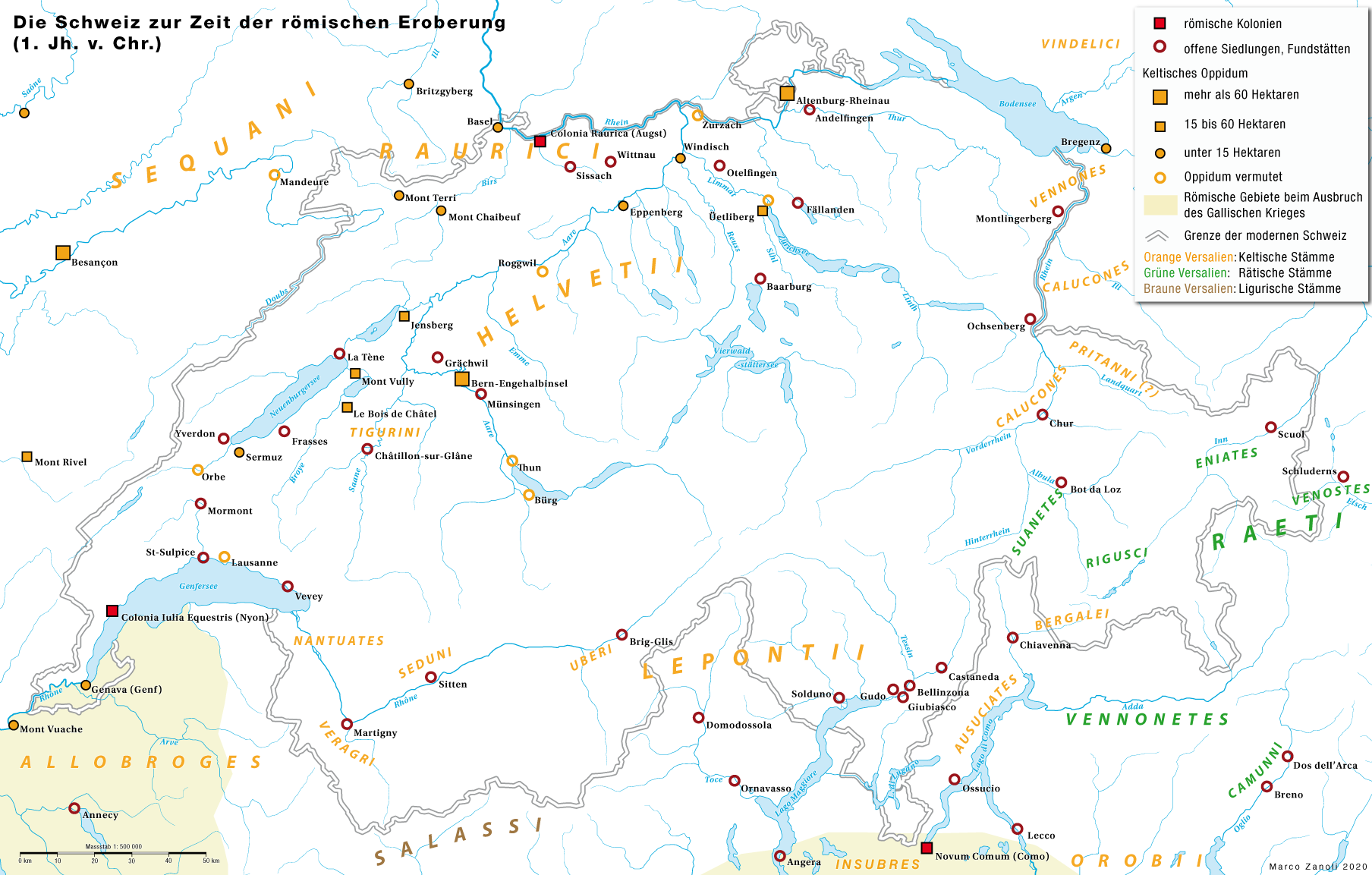
Keltisch-rätisches Gebiet vor den Alpenfeldzügen. Nur Augusta Raurica/Kaiseraugst als römische Gründung

Das Voralpenland wurde von keltischen und rätischen Stämmen bewohnt – die Kelten im westlichen Bereich waren bereits durch die Eroberung Galliens (58 bis 49 v. Chr.) unter römische Kontrolle geraten. Die keltischen Helvetier hatten 58 v. Chr. einen Auswanderungsversuch durch Südfrankreich (römische Provinz Gallia Narbonensis) in Richtung Atlantikküste unternommen, waren jedoch von Caesar in der Schlacht bei Bibracte westlich der Rhone vernichtend geschlagen und wieder in ihre Herkunftsregion zurückgeschickt worden. Cäsar wollte die keltische Voralpenregion möglichst als ‚Pufferzone‘ gegen die Germanen erhalten. Da die Helvetier stark dezimiert waren, wurden weite Gebiete (eventuell unter Einbezug des Schwarzwaldes) von einem römischen Geographen als Helvetier-Einöde beschrieben.
Die Räter im nordöstlichen Alpenvorland hingegen waren noch unabhängig und ihnen wurden auch zahlreiche Einfälle und Plünderungszüge ins römische Norditalien zugeschrieben.

### Strategie unter Augustus
„Seit den 20er Jahren [v. Chr.] wurde die Eroberung des Alpenraumes vorbereitet, eine längst überfällige Maßnahme, die schon Caesar geplant hatte. Soweit es die südlichen Alpenregionen betraf, spielte die Notwendigkeit, Oberitalien vor den Überfällen der Raeter zu schützen, gewiß eine Rolle, die Dimension des ganzen Unternehmens kann aber nicht nur mit defensiven Absichten erklärt werden. Die Alpen sind, strategisch betrachtet, vor allem ein Transitgebiet. Die Römer wollten die Pässe in ihre Hand bekommen, um rasch Truppen zwischen Italien, Gallien und den Donauländern verschieben zu können. Wäre es ihnen nur um die Sicherheit Italiens zu tun gewesen, hätte der Ausbau der Alpenrouten wenig Sinn ergeben, da er einem Angreifer die Überwindung der schützenden Gebirgskette nur erleichtert hätte. Die Römer wollten jedoch auch das nördliche Voralpengebiet besetzen, da sich sonst ein lästiger Knick in der Verbindung zwischen der Rheingrenze und den Truppen in Illyrien und Moesien ergeben hätte. Ferner konnte man die Germanen, die fortlaufend Gallien bedrohten, vom Voralpengebiet aus in der Flanke packen.“
In letzter Konsequenz verfolgte Augustus eine defensive Strategie; der Norden konnte jedoch erst durch offensive Operationen gesichert werden. Das Unternehmen begann ab 25 v. Chr. durch zwei Feldzüge in den West- und Ost-Alpen zur Flankensicherung und darauf folgend 15 v. Chr. die Hauptoffensive zur Besetzung des Alpenvorlandes, die zur Einrichtung des Brückenkopfes zwischen den heutigen Ortschaften Dangstetten und Rheinheim führte.

## Alpenfeldzug
Ziel dieses Feldzuges, der als Zangenbewegung mit einer weiter im Osten operierenden Heeresgruppe unter Drusus angelegt wurde, war neben der Besetzung des Alpenvorlandes – mit der vorläufigen Abgrenzung entlang des Hochrheins – die Eroberung des Gebiets nördlich des Bodensees bis hin zur Donau. Damit war dann die Lücke zwischen dem bereits von Caesar eroberten Gallien und der römischen Provinz Noricum im Osten geschlossen und damit wurde auch eine schnelle Ost-West-Truppenverschiebung sowie der Zugriff auf Germanien von Süden her ermöglicht.
15 v. Chr. „fand der große Alpenfeldzug statt, an dem zwei Armeen mit jeweils zwei bis drei Legionen des gallischen bzw. des oberitalisch-illyriischen Heeres teilnahmen. 14 v. Chr. folgte schließlich die Unterwerfung der Ligurer in den Seealpen.“

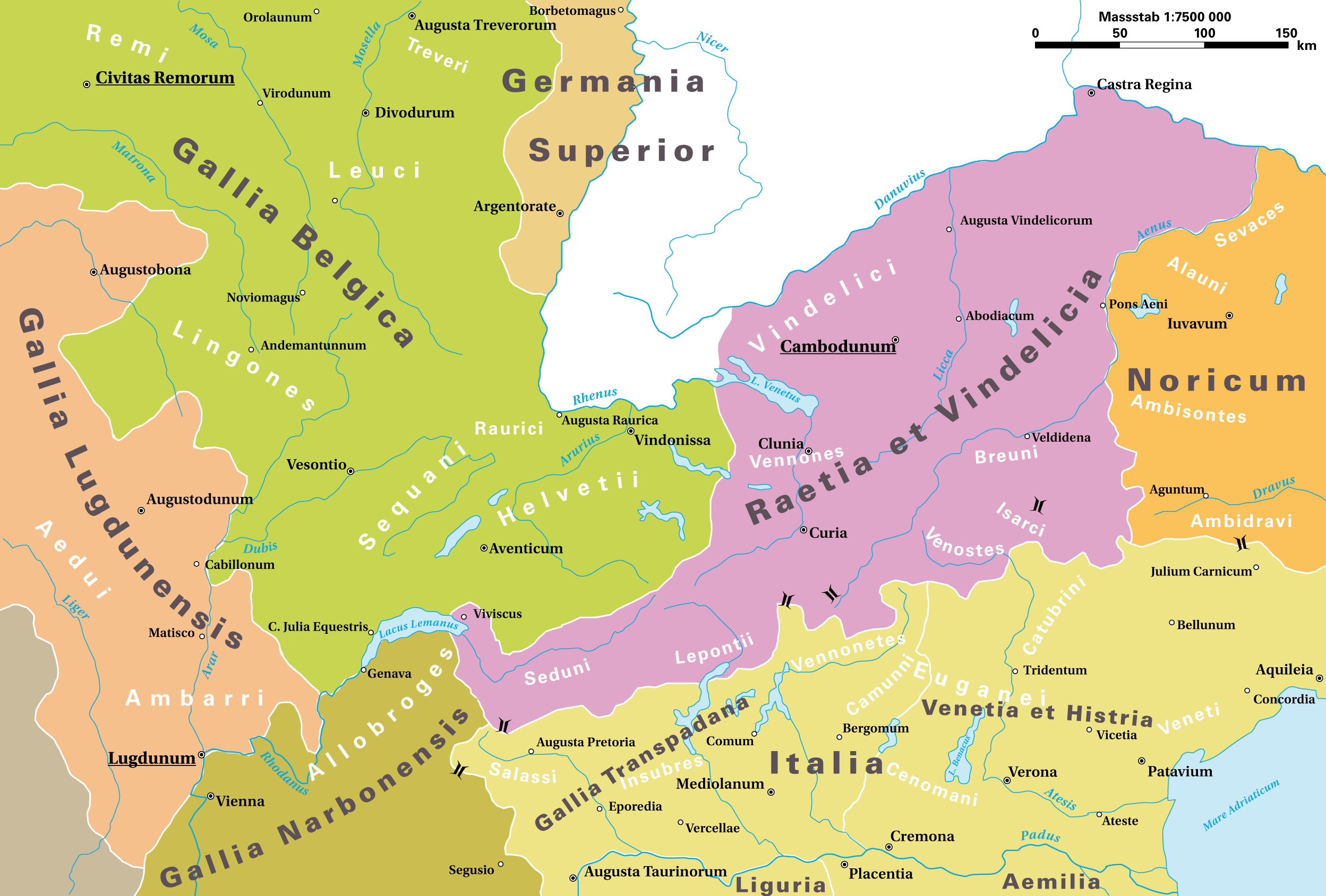
Nach den Alpenfeldzügen war das westliche Voralpenland ‚Helvetii‘ (unterer grüner Bereich) Gallien zugeordnet sowie der (lila) Bereich ‚Raetia et Vindelicia‘ besetzt.

Die westliche Heeresgruppe, die unter dem späteren Kaiser Tiberius von Gallien aus über Augusta Raurica operierte, konnte sich bereits auf eine römische Logistik im Helvetiergebiet stützen (mit Zentrum in Vindonissa/Windisch). Sie setzte nach einem Seegefecht über den Bodensee und traf danach auf die Armee des Heerführers Drusus, der die raetischen Stämme unterwarf und nach einer Schlacht gegen die Vindeliker das Land bis zum Donaubogen besetzte.
Die Einrichtung des Brückenkopfes mit dem Lager bei Dangstetten wurde von der Armee des Tiberius ausgeführt, zu dessen Einheiten die XIX. Legion zählte.

### Brückenkopf Dangstetten
Der Flussübergang mit dem Doppelkastell Kirchlibuck-Sidelen bei Bad Zurzach/Rheinheim wurde nicht aus kurzfristigen, taktischen Gründen vorgenommen – hier wurde eine ‚uralte‘ Handelsroute (und bereits ein ‚Heerweg‘) gesichert; mit einer weiteren Fährstelle bei Kadelburg und einer Rheinfurt bei Ettikon. Neben lokalen Überlieferungen bestätigen dies auch jüngere archäologische Forschungen (auch durch erneute Fundauswertungen):
„Dangstetten liegt direkt am rechtsrheinischen Ufer, an einem sicher schon früher genutzten Rheinübergang. Man darf sich die Frage stellen, ob das Lager allein für Operationen nach Norden genutzt wurde, oder ob nicht der Schutz der Wasserstraße Rhein mit dem Rheinübergang eine ebenso wichtige Rolle spielten.“ Und in Bezug auf das nahegelegene Vindonissa ist „stationiertes römisches Militär […] ab dem 2. Jahrzehnt v. Chr. gesichert. Offensichtlich hat man diesen […] Platz auch im Zusammenhang mit Versorgung und Logistik genutzt.“
Das helvetische Alpenvorland war bis zur Höhe Bodensee schon ein bis zwei Jahrzehnte vor dem Feldzug mit einem Netzwerk römischer Stützpunkte versehen, die einen reibungslosen Ablauf zumindest des westlichen Heereszuges gewährleisteten; auch die geographischen Verhältnisse waren den Römern bekannt und der Rheinübergang entlang der ‚Hauptstraße‘ nach Norden langfristig vorbereitet.
Schon während des Feldzuges 15 v. Chr. griffen die Römer bereits über den Hochrhein hinaus – die beiden Heerführer Tiberius und Drusus trafen sich zur Erkundung der damals noch unbekannten Donauquelle. Die in der nahen Rheinschleife bei Altenburg (D) und Rheinau (CH) gelegene Keltenstadt (Oppidum) wurde laut archäologischen Befunden um 15 v. Chr. ‚aufgegeben‘ – da keine Kampfspuren vorgefunden wurden, kann von einem Rückzug bzw. einer Vertreibung durch die XIX. (19.) Legion ausgegangen werden. Ähnliches nimmt die Heimatforschung auch von den Höhenbefestigungen (Wallburgen) im Klettgau an Rhein und Wutach an – etwa vom Semberg bei Wutöschingen.

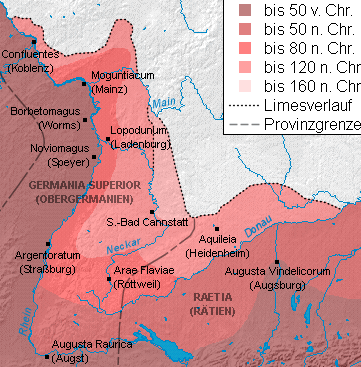
Phasen der römischen Besetzung Südwestdeutschlands

Nachweise über militärische oder zivile Einrichtungen im Zusammenhang der Einrichtung des Lagers Dangstetten gibt es nicht, doch geht die historische Forschung von der Sicherung des alten Handelsweges vorbei an späteren Küssaburg zumindest bis an die ‚Wutachlinie‘ aus. Ebenfalls entlang der Rheinufer bis Rheinau/Altenburg und westlich bis Kadelburg/Ettikon. Da die Römer selbstverständlich auch mit Schiffen operierten, war ein Fährverkehr beim heutigen Bad Zurzach zum Lager unproblematisch – der Bau einer Brücke und die Entstehung der Kleinstädte Tenedo (Zurzach) und Juliomagus (Schleitheim) sind erst in späteren Jahrzehnten (aufgrund der Steinbauweise) archäologisch nachzuweisen. Als logistische Stützpunkte können sie jedoch schon früher entstanden sein.
Zu den römischen Brückenbauwerken Zurzach-Rheinheim siehe: Brückenbau

### Überlieferung

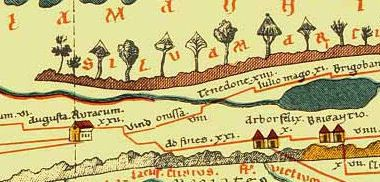
Der Schwarzwald/Bodensee-Bereich, dazwischen Tenedone und Juliomago

In der römischen Literatur gibt es vereinzelte Hinweise auf geographische Aspekte, so werden die bei Tacitus genannten „Agri decumates“ (Zehntland) oder bei Claudius Ptolemäus die „Helvetier-Einöde“ benannt, doch sind – außer zum Alpen- und dem Schwarzwaldfeldzug 75 n. Chr. – keine historischen Darstellung bekannt.
Man geht jedoch davon aus, dass die Angaben des Claudius Ptolemäus auf Vermessungen der römischen Armee zurückzuführen sind, die für die Feldzüge in Germanien zwischen 14 v. Chr. und 16 n. Chr. erstellt wurden und von den römischen Garnisonen am Rhein ausgingen. Das könnten auch Vermessungstrupps in Dangstetten einbeziehen. Anscheinend hatte Ptolemäus Zugriff auf diese Daten.
Während die Ruinen bei Rottweil mittels einer Inschrift als Arae Flaviae nachzuweisen waren, konnten Tenedo (Bad Zurzach) und Juliomagus (Schleitheim/Stühlingen) nur über mittelalterliche Nachzeichnungen einer römischen Straßenkarte (Tabula Peutingeriana) bestimmt werden.

### Varus in Dangstetten
Der Kommandant der westlichen Heeresgruppe, Tiberius, und der später durch seine Niederlage als Feldherr im Teutoburger Wald bekannt gewordene Publius Quinctilius Varus waren nicht nur verwandtschaftlich verbunden, sondern wurden unter Augustus auch mit gemeinsamen Aufgaben betraut: So begleitete Varus 22 v. Chr. „Tiberius und den Kaiser auf deren knapp dreijähriger Orientreise, die sie unter anderem nach Ägypten, Kleinasien und in die Provinz Syrien führte. […] Nach dem Ende der Reise, 19 v. Chr., blieb es um Varus ruhig, bis er mit Tiberius am 1. Januar 13 v. Chr. Konsul wurde.“ Tiberius’ Beauftragung als Heerführer des Alpenfeldzuges 15 v. Chr. bot zwar Raum für die Annahme, doch „ob Varus ihn begleitete, können wir nur mutmaßen.“ (C. P. Thiede, 124).

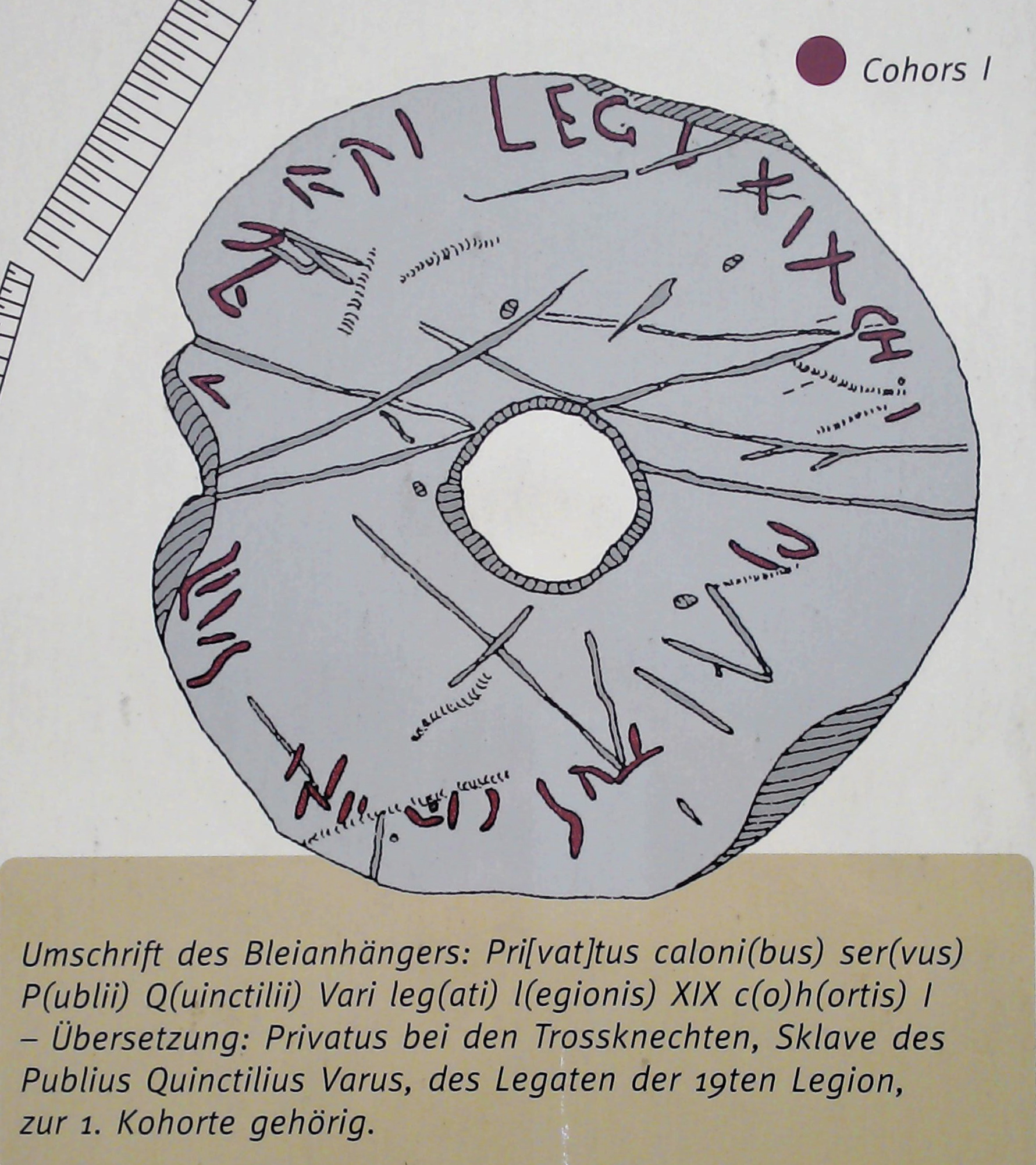
Anhänger mit dem Namen Varus

Die Neuinterpretation eines Fundstücks im Lager Dangstetten bestätigt die Annahme, verifiziert sie jedoch nicht: Es handelt sich um eine Bleischeibe mit Einritzungen, die den Träger in der Zugehörigkeit zu einem Herren kennzeichneten. Rekonstruieren lässt sich Publius Quinctilius Varus, dem späteren Heerführer, der mit den drei Legionen XVII, XVIII und XIX in der Varusschlacht unterging. Einige Wissenschaftler vermuten daher Varus als Kommandanten des Lagers von Dangstetten.
Umschrift des Bleianhängers: Pri(vat)tus caloni(bus) ser(vus) P(ublii) Q(uinctilii) Vari leg(ati) L(egionis) XIX c(o)h(ortis) I – Übersetzung: Privatus bei den Trossknechten, Sklave des Publius Quinctilius Varus, des Legaten der 19. Legion, zur 1. Kohorte gehörig. (Infotafel in Rheinheim, im Textbezug auf Ulrich Nuber).

### Weiterer historischer Verlauf
Nach der Eroberung und Sicherung des Alpenvorlandes stellte die römische Führung Truppen für die Weiterführung der Großoffensive gegen das freie Germanien bereit. […] Der Schwerpunkte der Angriffe verlagerte sich nach Norden, wo Drusus von 12 bis 9 v. Chr. vom Nieder- und Mittelrhein bis zur Elbe vorstieß. Ob die 19. Legion, die damals in Dangstetten lag, sich mit einem Stoß vom Hochrhein nach Norden an den Aktionen beteiligte oder am Feldzug gegen die Markomannen teilnahm oder ob Tiberius, der nach dem Tod des Drusus [9 v. Chr.] das Kommando übernommen hatte, sie abrief, ist unbekannt. Auf jeden Fall befand sie sich im Herbst 9 n. Chr. am Niederrhein, wo sie mit der 17. und 18. Legion zur Heeresgruppe des Varus gehörte, die damals in der Katastrophe der Schlacht im Teutoburger Walde unterging.

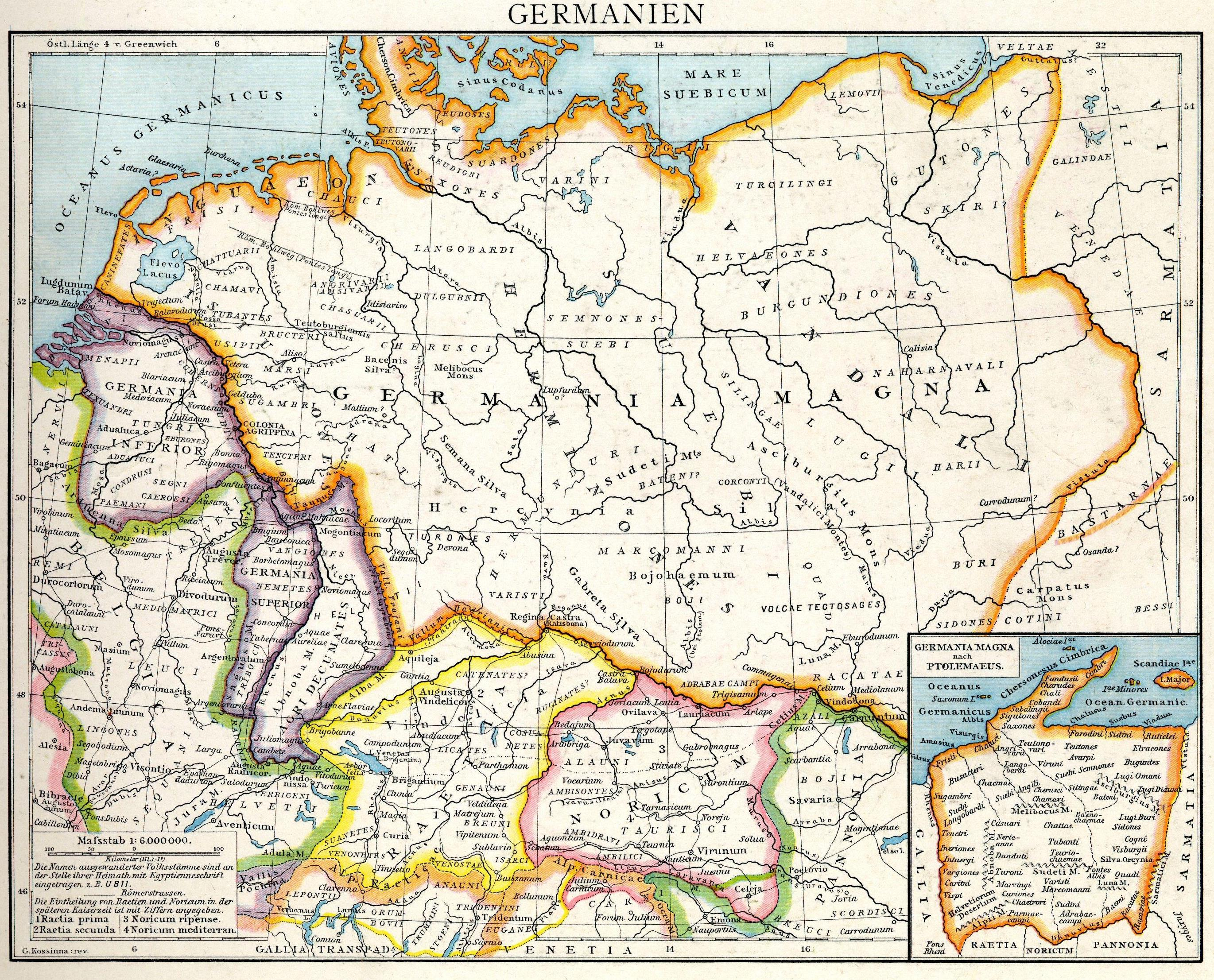
Im Alpenfeldzug besetzte Gebiet (gelb umrandet) – im Schwarzwaldfeldzug westlich erweitert (lila)

Die Voralpenregion selbst war durch die Ereignisse in Germanien nicht gefährdet – der unmittelbare Bereich nördlich des Hochrheins wurde schon bald besetzt, ca. 40 n. Chr. wurde das Kastell Hüfingen eingerichtet und mit dem ‚Schwarzwaldfeldzug‘ an der dabei gebauten Ost-West-Straße entlang der Donau nach Straßburg die Römerstadt Arae Flaviae gegründet. Bald darauf wurde der Limes eingerichtet und schrittweise weiter nach Norden verlegt, die Hochrheinregion war ca. 200 Jahre ‚friedliches Hinterland‘ und wurde von den Römern mittels Straßenbau erschlossen, intensiv besiedelt und kultiviert. Die ursprüngliche, keltisch-germanische Bevölkerung verblieb als Arbeitskräfte oder Sklaven auf den zahlreichen Gutshöfen, wahrscheinlich auch als Pächter in eigenen Dörfern.

### Status des Lagers
„Im Legionslager [von Dangstetten] kamen in Hunderten von Gruben zahllose, zum Teil höchst qualitätvolle Importe aus dem Mittelmeerraum zutage. Die Truppen verfügten über Budgets, die insbesondere den Offizieren einen sehr gehobenen Lebensstil nach römischer Art ermöglichten: Aus Italien importiertes feines Tafelgeschirr und bunte Gläser vorzüglicher Qualität, für die Beleuchtung zierliche Öllämpchen, für die Körperpflege Salböle. In einigen Gruben scheinen die Reste ganzer Gelage und Gastmähler versenkt worden zu sein, mitsamt den geleerten Verpackungen - Amphoren – von Weinen aus Italien, aus Spanien und aus dem griechischen Osten, mit Fischsaucen und Olivenöl aus dem Süden Spaniens. Geld spielte keine Rolle. Der Umgang der Römer zu Beginn ihrer Herrschaft mit dem Hausrat im Allgemeinen und den Importgütern im Speziellen und der Entscheid der Archäologen, die Funde Grube für Grube zu publizieren, ergab ein phantastisches wirtschafts- und kulturgeschichtliches Archiv und Einblick in die Geschichte weniger Jahre um 15 v. Chr. Gerade dadurch ist aber Dangstetten nicht ohne weiteres mit anderen Orten zu vergleichen.“

## Ausgrabungen
Finanziert wurden die Grabungen und später die Restauration mit Mitteln der Deutschen Forschungsgemeinschaft. Von Anfang an war klar, dass man hier ein zu großen Teilen intakt gebliebenes, nicht überbautes Lager vorfinden würde. Deswegen wurden auch die Funde von Fingerlin in ihrem Fundkontext publiziert. Jede Beschränkung hätte viele Fragen offen gelassen, daher entschloss man sich, alles auszugraben. Wegen der immensen Größe des Areals waren Handgrabungen nicht effizient, weswegen man auf maschinelle Mittel zurückgreifen musste. Nachdem die Untersuchung von Tafelgeschirr und Tierknochen weitgehend abgeschlossen war, konnte 2004 mit der Analyse der Amphoren begonnen werden. Institutionell wurde die Studie vom Institut für archäologische Wissenschaften an der Johann Wolfgang von Goethe-Universität in Frankfurt am Main vorangetrieben.

### Befunde
Die Freilegung ließ erkennen, dass es sich um die Reste eines 12 bis 14 Hektar großen römischen Militärlagers für etwa 5000 bis 6000 Mann Besatzung handelt. „Nach Abschluß der 4. Grabungskampagne [1971 …] zeichnen sich deutlich die Hauptgebäude und der Paradeplatz ab, die wie Rathaus und Markt einer mittelalterlichen Stadt im Zentrum des Lagers liegen. Anschließend dann das Areal der Handwerker, die ‚fabrica‘ der Legion, mit zahlreichen Werkstätten von Töpfern, Schmieden, Bronzegießern und Zimmerleuten. Wie ein schützender Ring legen sich um diesen Lagerkern die Kasernen der Fußtruppen und der Reiter. Ein holzverbauter Erdwall, teilweise mit vorgelegtem Graben, bildete den äußeren Abschluß. […] Die Auffindung zahlreicher Münzen ermöglichte es […], das Lager zeitlich exakt einzuordnen: es war in den Jahren 15 – 9 v. Chr. mit Truppen belegt und ist damit das älteste Zeugnis für die Anwesenheit der Römer auf süddeutschem Boden.“
Die Töpferstempel sind ebenfalls ein wichtiges Instrumente zur Datierung: Nach Herkunft und Zusammensetzung der Sigillata sind sie in Dangstetten in der Mehrheit von 20 bis 11 v. Chr. zu datieren.

### Truppenbelegung
Durch entsprechende Funde belegt sind Aufenthalte der 1., 2. und 3. Kohorte sowie der Reiterei der XIX. Legion, eine gallische Auxillarkavallerie und orientalische Bogenschützen.
Im Allgemeinen wird das Lager Dangstetten als „Legionslager“ (der XIX. Legion) bezeichnet – es gibt keine Nachweise auf andere Zugehörigkeiten von Truppen, die eine Bezeichnung als „Vexillationslager“ durchsetzungsfähig machen.

### Funde
Die Ausgrabung lieferte einen reichhaltigen, für Südwestdeutschland einzigartigen Fundbestand. Im Inneren der Anlage wurden über 1200 Gruben unterschiedlichster Art freigelegt.
Die Funde setzen sich zusammen aus Teilen der militärischen Ausrüstung, aus Trachtbestandteilen, Dingen des täglichen Bedarfs, Öllampen, Tongeschirr, Gläsern, Teile von rund 1500 Amphoren, worunter besonders die zahlreichen gestempelten Sigillaten aus italischen und vereinzelt südgallischen Werkstätten, einen Töpferofen für das gewöhnliche Gebrauchsgeschirr, sowie der reiche Bestand an Fibeln herauszuheben ist. Weitere metallische Fundstücke waren Beschläge, Werkzeuge und Eisengerät. Zu den kostbarsten Funden allerdings zählt eine vollständig erhaltene Millefiorischale, die in sehr komplizierter Technik aus weißem, gelbem und dunkelviolettem Glas gefertigt wurde.
Metallfunde

Gefunden wurden klassische Militaria, dazu zählen Schuhnägel und frühkaiserzeitliche Fibeln, ebenfalls Teile von Pferdegeschirr und typische orientalische Pfeilspitzen, ferner frühkaiserzeitliche Dolche sowie eine Phalera und eine Votivhand des Sabazios-Kultes.
Funde von Tafelgeschirr (Katrin Roth-Rubi)

Zu den Keramikfunden zählt vorwiegend Terra Sigillata, also Keramik mit Glanztonüberzug und sogenannte Feine Ware, vor allem Becher und kleine Schalen, die formal der Terra Sigillata zugeordnet werden können. Der Gefäßbestand in Dangstetten war primär italisch geprägt, zumal das von der Zivilbevölkerung im Süden verwendete Geschirr diesem entsprach.
Vom Typ der Glatten Sigillata wurden 1160 Stücke inventarisiert, davon 397 Hohlgefäße (Tassen, Becher, Kelche) sowie 269 Flachgefäße (Platten/Teller). Das Verhältnis deckt sich etwa mit dem im Römerlager Haltern (ca. 40 % Hohlgefäße / 60 % Flachgefäße). 14 Fragmente zeigen Reliefreste, eine außerordentlich geringe Menge an Reliefsigillata. Ob das Verhältnis der erhaltenen Reliefsigillata und Glatten Sigillata dem tatsächlichen entspricht, kann nicht mit Sicherheit gesagt werden. Vermutlich wurde das kostbare Geschirr aber besser gehütet und ging seltener zu Bruch.
Die Relief-Darstellungen gehören zu Zyklen von bekannten arretinischen Werkstätten und stellen vor allem Satyrn, Trinkgelage und Kalathiskostänzerinnen dar. Diese Motive werden als Attizismen von der römischen Kultur aus der griechischen übernommen, sie sind nicht im Kontext „Wein, Weib und Gesang“ zu deuten, mit denen das Militär gerne belegt wird.
Die frühen Reliefs sind vom augusteischen Klassizismus geprägt; durch ihren künstlerischen Anspruch sind sie an eine gebildete Käuferschaft gerichtet. Dass es so wenige davon in Dangstetten gibt, liegt daran, dass es ein Militärlager war. Die Datierung ist unsicher, aber die Stücke müssen um 20 v. Chr. im Umlauf gewesen sein. Da es sich bei Dangstetten um ein nur relativ kurz belebtes Militärlager handelt, liegt die Entwicklung der sog. „Feinen Ware“ außerhalb der der einheimischen Bevölkerung, vor allem der gallischen Oberschicht, die seit Caesar mit Italien verbunden war. Sie war aber voll entwickelt, als sie dank des Militärs den Norden des Imperiums erreichte.
Laut Roth-Rubi zeigen die Funde jene Formen, die während des Übergangs zur Kaiserzeit in Italien fester Bestandteil des Tischgeschirrs waren. Davon herrschen vor:
1. hoher, schlanker Becher, spindelförmig in der unteren Partie; die Lippe scharf formuliert, kleine Standfläche. Verziert mit Punktgirlanden oder Dornen.
2. Ovoider Becher, die Wandung im oberen Abschnitt eingeschnürt, Lippe ohne Profilierung. Oft flächig mit Dornen überzogen, die als Band angeordnet sein können.

Spindelförmige Becher wären ein Leitfund für einen spätrepublikanischen Horizont, diese aber fehlen in Dangstetten.
Amphorenfunde (Ulrike Ehmig)

Die formalen und makroskopischen Eigenschaften der Dangstettener Amphoren wurden detailliert beschrieben, daher konnten die Funde präzise gruppiert werden. Die typologische Bestimmung der Amphoren ermöglicht auch Aussagen zu ihrem Inhalt und ihrer Herkunft. Zum Beispiel kam Wein in Behältern des Typs Dressel 1 und seinen Nachfolgeformen (2-4) aus kampanischen, etrurischen und tarrakonensischen Produktionen. Die Lieferungen kamen zu zwei Dritteln von der iberischen Halbinsel. Die Importe aus Italien machten nur ein Fünftel dieses Volumens aus. Die ostmediterranen Produkte stammen überwiegend, zu mehr als der Hälfte, aus Rhodos, außerdem sind in geringem Umfang Lieferungen aus Nordafrika und Südgallien (Marseille) nachweisbar. Ein Drittel der gefundenen Behälter diente dem Weintransport, etwas weniger dem von Würzsaucen, etwa ein Fünftel für Öl und ein Zehntel für Oliven und Früchte. Die verbleibenden ca. 6 % der 2208 Amphoren verbleiben mit unbestimmtem Inhalt.
Mehr als jede zehnte Amphore gehört zum Typ Dressel 6A; dies bedeutet, dass ein Drittel aller gelieferten Weine aus dem Adriaraum stammte.
Amphoren kamen in der Antike in großen Mengen vor und wurden gewöhnlich nach der Leerung kleingeschlagen und entsorgt. Die Untersuchung der Zerscherbung lässt Rückschlüsse auf den Umgang mit Abfall in Dangstetten zu, zumal die Amphoren in jeder zweiten Grube des Lagers gefunden wurden. Die Verteilung lässt den Schluss zu, dass Abfall in der Regel aus dem Lager heraustransportiert wurde, die Mülldeponie ist aber weiterhin unbekannt. Innerhalb des Lagers ist von temporären Sammelstellen auszugehen, an denen die gebrauchten Amphoren abgelegt wurden.
Lebensmittelversorgung

Der größte Teil der Gruben enthielt auch Tierknochenfunde. Insgesamt wurden einige m³ an Schlacht- und Nahrungsabfällen geborgen, die nach Abschluss der Bestimmungsarbeiten ein recht umfassendes Bild der Fleischversorgung des Lagers werden rekonstruieren lassen. Der Archäozoologe Hans-Peter Uerpmann erforschte den Fundplatz und fand neben Haustierknochen auch Knochen von Wolf, Braunbär, Auerochse, Steinbock und zahlreiche Rothirschreste. Die Schweine wurden vermutlich von der umliegenden keltischen Bevölkerung bezogen; Vögel und Fische wurden von den Soldaten ebenfalls verzehrt.

## Denkmalschutz, Befundsicherung und Fundverbleib
Obwohl es nach verbreiteten Angaben nicht mehr existiert, ist das Bodendenkmal Römerlager Dangstetten geschützt als eingetragenes Kulturdenkmal im Sinne des Denkmalschutzgesetzes des Landes Baden-Württemberg (DSchG). Da Streuungen von Einrichtungen wahrscheinlich sind – es wurden in der Region keine römischen Grabstätten entdeckt – sind Nachforschungen und gezieltes Sammeln von Funden genehmigungspflichtig, Zufallsfunde sind an die Denkmalbehörden zu melden.
Der wesentliche Teil der Funde, darunter die Millefiorischale, ist heute im Archäologischen Museum Colombischlössle in Freiburg ausgestellt. Weitere Funde und Rekonstruktionen sind zu sehen im Museum Höfli in Bad Zurzach, im Museum Küssaberg in Rheinheim und im Klettgaumuseum in Tiengen.